# Comocladia mayana
Comocladia mayana är en sumakväxtart som beskrevs av Atha, J.D.Mitch. & Pell. Comocladia mayana ingår i släktet Comocladia och familjen sumakväxter. Inga underarter finns listade i Catalogue of Life.